# Slovenska hokejska liga 2006/07
Sezona 2006/07 Slovenske hokejske lige je bila 16. sezona slovenskega prvenstva v hokeju na ledu. Naslov slovenskega prvaka so enajstič osvojili hokejisti HDD ZM Olimpija, ki so v finalu s 4:1 v zmagah premagali Banque Royale Slavija.

## Redni del
OT - odigrane tekme, Z - zmage, N - neodločeni izzidi, P - porazi, DG - doseženi goli, PG - prejeti goli, +- - razlika v zadetkih, KM - kazenske minute, UIV - uspešnost v igri z igralcem več, UIM uspešnost v igri z igralcem manj, TOČ - točke
| # | Klub                  | OT | Z  | N | P  | DG | PG  | +-   | KM  | UIV    | UIM    | TOČ |
| - | --------------------- | -- | -- | - | -- | -- | --- | ---- | --- | ------ | ------ | --- |
| 1 | Banque Royale Slavija | 14 | 12 | 0 | 2  | 95 | 30  | 65   | 310 | 20,43% | 91,67% | 35  |
| 2 | HDD ZM Olimpija       | 14 | 12 | 0 | 2  | 79 | 23  | 56   | 304 | 11,02% | 88,89% | 35  |
| 3 | HK Acroni Jesenice    | 14 | 10 | 0 | 4  | 73 | 38  | 35   | 315 | 24,37% | 87,00% | 30  |
| 4 | HK Alfa               | 14 | 7  | 0 | 7  | 53 | 43  | 10   | 324 | 12,84% | 89,29% | 22  |
|   |                       |    |    |   |    |    |     |      |     |        |        |     |
| 5 | HK Triglav            | 14 | 7  | 0 | 7  | 57 | 53  | 4    | 244 | 19,53% | 88,39% | 20  |
| 6 | HDK Stavbar Maribor   | 14 | 4  | 0 | 10 | 43 | 56  | -13  | 424 | 13,04% | 82,58% | 15  |
| 7 | HK Merkator Slavija   | 14 | 3  | 0 | 11 | 33 | 82  | -49  | 236 | 12,00% | 80,58% | 8   |
| 8 | HD HS Olimpija        | 14 | 1  | 0 | 13 | 23 | 131 | -108 | 222 | 8,86%  | 66,04% | 3   |

## Boj za finale
Prvi štirji klubi so se uvrstili v boj za finale, prva dva sta se po dodatnih dvanajstih tekmah uvrstila v finale.
| # | Klub                  | OT | Z  | N | P  | DG | PG | +-  | KM  | UIV    | UIM    | TOČ |
| - | --------------------- | -- | -- | - | -- | -- | -- | --- | --- | ------ | ------ | --- |
| 1 | HDD ZM Olimpija       | 12 | 11 | 0 | 1  | 59 | 25 | 34  | 272 | 23,16% | 85,85% | 35  |
| 2 | Banque Royale Slavija | 12 | 6  | 0 | 6  | 47 | 39 | 8   | 323 | 13,83% | 84,87% | 23  |
|   |                       |    |    |   |    |    |    |     |     |        |        |     |
| 3 | HK Acroni Jesenice    | 12 | 5  | 0 | 7  | 44 | 49 | -5  | 241 | 14,06% | 89,74% | 17  |
| 4 | HK Alfa               | 12 | 2  | 0 | 10 | 24 | 61 | -37 | 214 | 4,88%  | 82,61% | 7   |

## Finale
Igralo se je na štiri zmage po sistemu 2-2-1-1-1, * - po kazenskih strelih
| 16. marec 2007 | HDD ZM Olimpija | 2:4 | Banque Royale Slavija | Hala Tivoli, Ljubljana |

| Poročilo tekme | Poročilo tekme                | Poročilo tekme  | Poročilo tekme                            | Poročilo tekme                      |
| -------------- | ----------------------------- | --------------- | ----------------------------------------- | ----------------------------------- |
| Začetek: 19:00 | Silverthorn 08 Silverthorn 51 | (1:1, 0:2, 1:1) | 16 Kontrec 25 M. Kumar 34 Bevk 46 Češnjak | Gledalci: 700 Sodnik: Borut Lešnjak |

| 17. marec 2007 | HDD ZM Olimpija | 5:3 | Banque Royale Slavija | Hala Tivoli, Ljubljana |

| Poročilo tekme | Poročilo tekme                                       | Poročilo tekme  | Poročilo tekme                  | Poročilo tekme                       |
| -------------- | ---------------------------------------------------- | --------------- | ------------------------------- | ------------------------------------ |
| Začetek: 17:30 | Hočevar 02 Kralj 08 Dickenson 11 Kralj 23 Hočevar 48 | (3:1, 1:1, 1:1) | 17 Kontrec 27 Češnjak 54 Pavlin | Gledalci: 400 Sodnik: Ernest Poženel |

| 21. marec 2007 | Banque Royale Slavija | 1:6 | HDD ZM Olimpija | Dvorana Zalog, Ljubljana |

| Poročilo tekme | Poročilo tekme | Poročilo tekme  | Poročilo tekme                                                          | Poročilo tekme      |
| -------------- | -------------- | --------------- | ----------------------------------------------------------------------- | ------------------- |
| Začetek: 17:00 | M. Kumar 13.   | (1:2, 0:2, 0:2) | 03 Dickesnon 16 Ciglenečki 23 G. Slak 29 Ciglenečki 41 Hočevar 54 Hebar | Sodnik: Viki Trilar |

| 23. marec 2007 | Banque Royale Slavija | 1:2 | HDD ZM Olimpija | Dvorana Zalog, Ljubljana |

| Poročilo tekme | Poročilo tekme | Poročilo tekme  | Poročilo tekme   | Poročilo tekme                    |
| -------------- | -------------- | --------------- | ---------------- | --------------------------------- |
| Začetek: 17:30 | U. Peruzzi 33  | (0:1, 1:1, 0:0) | 09 Slak 35 Hebar | Gledalci: 500 Sodnik: Luka Tominc |

| 25. marec 2007 | HDD ZM Olimpija | 4:3* | Banque Royale Slavija | Hala Tivoli, Ljubljana |

| Poročilo tekme | Poročilo tekme               | Poročilo tekme            | Poročilo tekme                 | Poročilo tekme                      |
| -------------- | ---------------------------- | ------------------------- | ------------------------------ | ----------------------------------- |
| Začetek: 17:30 | Mušič 20 Mušič 21 Hočevar 55 | (1:1, 1:1, 1:1. 0:0, 3:1) | 08 Burnik 23 Češnjak 54 Pavlin | Gledalci: 4500 Sodnik: Klemen Tičar |

## Končna lestvica prvenstva
1. HDD ZM Olimpija
2. HK Banque Royale Slavija
3. HK Acroni Jesenice
4. HK Alfa
5. HK Triglav Kranj
6. HDK Stavbar Maribor
7. HK Mercator Slavija
8. HD HS Olimpija

## Najboljši strelci
G - goli, P - podaje, T - točke
| #  | Igralec       | Klub                     | G  | P  | T  |
| -- | ------------- | ------------------------ | -- | -- | -- |
| 1  | Dejan Kontrec | HK Banque Royale Slavija | 16 | 36 | 52 |
| 2  | Peter Šlamiar | HK Banque Royale Slavija | 21 | 25 | 46 |
| 3  | Aleš Mušič    | HDD ZM Olimpija          | 16 | 20 | 36 |
| 4  | Mitja Šivic   | HDD ZM Olimpija          | 13 | 20 | 33 |
| 5  | Matej Hočevar | HDD ZM Olimpija          | 12 | 20 | 32 |
| 6  | Mare Kumar    | HK Banque Royale Slavija | 18 | 12 | 30 |
| 7  | Gregor Krivic | HK Alfa                  | 14 | 12 | 26 |
| 8  | Aleš Remar    | HK Acroni Jesenice       | 15 | 10 | 25 |
| 9  | Žiga Pavlin   | HK Banque Royale Slavija | 11 | 13 | 24 |
| 10 | Lou Dickenson | HDD ZM Olimpija          | 12 | 11 | 23 |